# 코르둔
코르둔(크로아티아어: Kordun)은 크로아티아의 중앙크로아티아 지방을 구성하는 지역 가운데 하나이다. 카를로바츠주, 시사크모슬라비나주 사이에 걸쳐 있다. 풍부한 목재 자원으로 유명한 곳이며 카르스트 지형, 크레이터처럼 생긴 돌리네가 많은 편이다.